# Moio della Civitella
Moio della Civitella är en ort och kommun i provinsen Salerno i regionen Kampanien i Italien. Kommunen hade 1 859 invånare (2017).